# Hiệp hội bóng đá Scotland
Hiệp hội bóng đá Scotland (tiếng Scots: Scots Fitbaw Association; tiếng Anh: Scottish Football Association) là tổ chức quản lý, điều hành các hoạt động bóng đá ở Scotland. Hiệp hội quản lý đội tuyển bóng đá quốc gia nam và nữ, tổ chức các giải bóng đá như vô địch quốc gia và cúp quốc gia. Hiệp hội bóng đá Scotland gia nhập FIFA năm 1932 và UEFA năm 1954.